# Манол Кушев
Манол Кушев е комунистически функционер и стопански ръководител.

## Биография
Манол Кушев е роден на 14 октомври 1904 г. в село Поликраище, Великотърновски окръг, като първороден син в семейство средни селски стопани. Активен участник в съпротивителното движение като член на комунистическата партия. Привлечен е под отговорност и осъден по процеса срещу Трайчо Костов. Има трима братя и две сестри.
Началното и прогимназиалното си образование завършва в родното си село и „Образцов чифлик“ край Русе. Завършва средното си образование във Великотърновската мъжка гимназия през 1925 г. Като комунист не може да намери работа в страната. В края на 1926 г. заминава за Франция (Монпелие), където в продължение на осем години учи и работи, заплащайки сам образованието си. Завършва в Париж през 1934 г. с две специалности – „Публично международно право“ и „Индустриално право“.

## Политическа дейност
Във Франция става член на Френската комунистическа партия. След завръщането си в България постъпва като съдебен кандидат във Великотърновския окръжен съд (1934 – 35). Едновременно с това се впуска в партийна работа – член и по-късно секретар на ОК на БКП, Горна Оряховица, член на ОК на БКП, София, инструктор при ЦК и секретар на ОК на БКП, Софийски окръг (1936 – 37). Директор на Градинарска кооперативна централа (1938 – 41). През 1939 г., преди Втората световна война, участва в Мирната конференция на интелектуалците в Брюксел. Уволнен по чл. 20 от Закона за защита на държавата (ЗЗД) и през 1941 е интерниран от монархо-фашисткия режим в България в концлагерите „Еникьой“, „Св. Кирик“ и „Кръстьо поле“. По-късно излиза в нелегалност (1941 – 44).

## Професионална кариера
От 9 септември 1944 до 1949 заема следните обществени и стопански постове – завеждащ стопанския отдел в Областния комитет на ОФ, директор на „Градинарска кооперативна централа“, секретар на „Централа за нарочни доставки“, председател на Българския градинарски съюз, директор на Общия съюз на българските земеделски кооперации, директор-основател на Общинско стопанско предприятие „Хоремаг“, София, завеждащ стопанския отдел при ОЗПС, член на Централния съюз на търговците, референт-ръководител в Министерството на тежката индустрия.

## Осъждане и пенсиониране
На 20 септември 1949 г. е задържан от органите на ДС заради процеса „Трайчо Костов“ и е съден по този на „заместник-министрите и стопанските саботьори“. Присъдата е 8 години строг тъмничен затвор. Затворник е в Пазарджишкия, Старозагорския и Варненския затвори, както и в Белене – „Обект №2“. Освободен и частично реабилитиран след смъртта на Сталин, му предлагат работа на магазинер, която отказва възмутен. Известно време е безработен.
Намира работа като управител на антикварната книжарница при „Печатни произведения“, София (1955 – 58 г.), директор на Музфонда при Съюза на българските композитори (1958 – 60 г.). Става основател и директор на СП „Бюро Естрада“ (1960 – 63 г.). Пенсиониран е принудително след печално известната „критика“ на Тодор Живков за прокарване на „упадъчната западна джазова“ музика в България чрез заведенията за обществено хранене.
В края на кариерата му е назначен за търговски представител на Република България в Албания (1965 – 68 г.). България къса дипломатическите си отношения с Албания. Остава на разположение на Министерството на външната търговия до 1969 г. През 1970 г. е пенсиониран.

## Писателска и публицистична дейност
Автор е на четири романа: „Инженер Гайтанов“, „Към нови хоризонти“, „Изпитание“, „Сенки по слънчевата сграда“, „Гибелини“ – социална драма, студии: „Из революционното минало на Горнооряховски окръг“, „Развитие и дейност на водните синдикати в България“, „Поява и развой на производителните кооперации в Плевенски окръг“, „Международното кооперативно движение“, „Правилната организация на труда – основа за изграждането на социалистическото общество“, „История на с. Поликраище“, „Мисли“ и др.
Изострен интелект и голяма лична култура, съчетани с романтична младежка мечтателност, идеализъм и непресъхващ стремеж към усъвършенстване на обществото в България оформят житейския път на Манол Кушев. Той е сред онези български общественици и стопански деятели, които не се вместват в официалната политика както преди, така и след 9 септември 1944 г. Органите на Държавна сигурност, особено по времето на т.нар. социализъм, са непрекъснато по петите му заради неговите широко скроени възгледи, целящи да изградят мост между политическата култура на „еврокомунизма“ и азиатския модел на „застоен социализъм“. Той е непримирим противник на Сталин, „култа към личността“, „живковизма“. Преследван от наказателните структури на БКП, изключван многократно от нея, съпътстван от клеймото „трайчокостовист“ и вътрешен дисидент на партията.
Умира след тежко боледуване на 16 юли 1984 г. в София.